# Villanueva (Boal)
Villanueva (Villanova en eonaviego y oficialmente) es una aldea del Concejo (Asturias) de Boal, Asturias, España.
Forma parte de la comarca administrativa del Eo-Navia de la Fundación Parque Histórico del Navia, del CEDER Navia-Porcíay pertenece al Partido judicial de Valdés.
Actualmente tiene una población de 45 habitantes (SADEI,2022)y se encuentra a unos 364 m de altura sobre el nivel del mar, en el margen izquierdo del río Navia. Está situado a unos 6 km de la capital del concejo, tomando desde ésta la carretera local de 2.º orden BO-1 y a 22 km de Navia (Asturias) tomando desde ésta la carretera regional AS-12.  
El pueblo es bañado al este por el Río Navia, al noreste por el Regueiro d´a Ronda que desemboca en el Río Pendia y al sureste por el Regueiro d´a Berruga que desemboca en el Río Navia.  
Las fiestas patronales se celebran el 24 de agosto en honor a San Bartolomé, a quien se le dedica una pequeña Ermita en la zona alta del mismo así como un cementerio propio pese a pertenecer a la parroquia de Serandinas y a su vez esta al arciprestazgo de Villaoril.

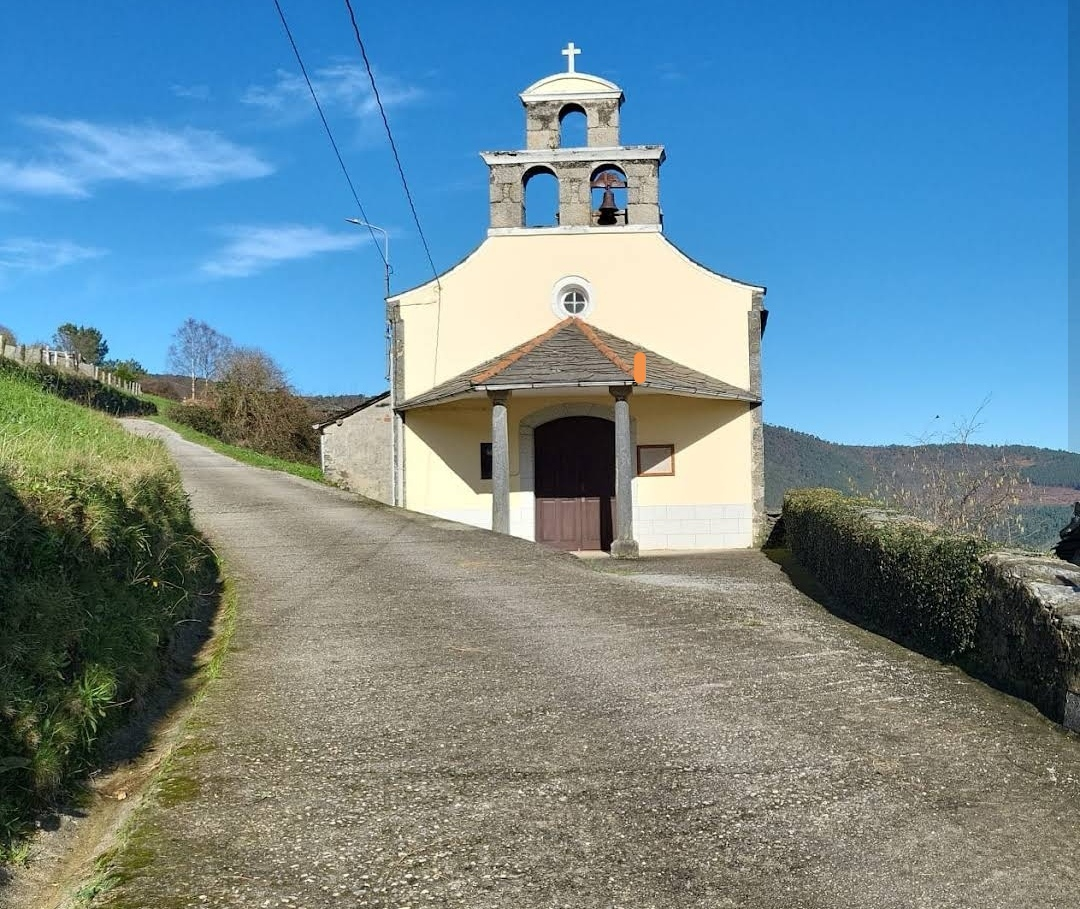
Vista frontal de la ermita de San Bartolomé.

Como en muchos pueblos de la zona, cobran importancia social y económica los emigrantes, conocidos como indianos. que gracias al dinero enviado desde diferentes lugares de América Latina, especialmente Cuba; permiten financiar infraestructuras como el actual trazado de la carretera que fue inaugurado en 1920 la cual facilitó en gran medida las comunicaciones con la capital del concejo y la posterior construcción de la escuela cuyo proyecto fue finalizado en 1925

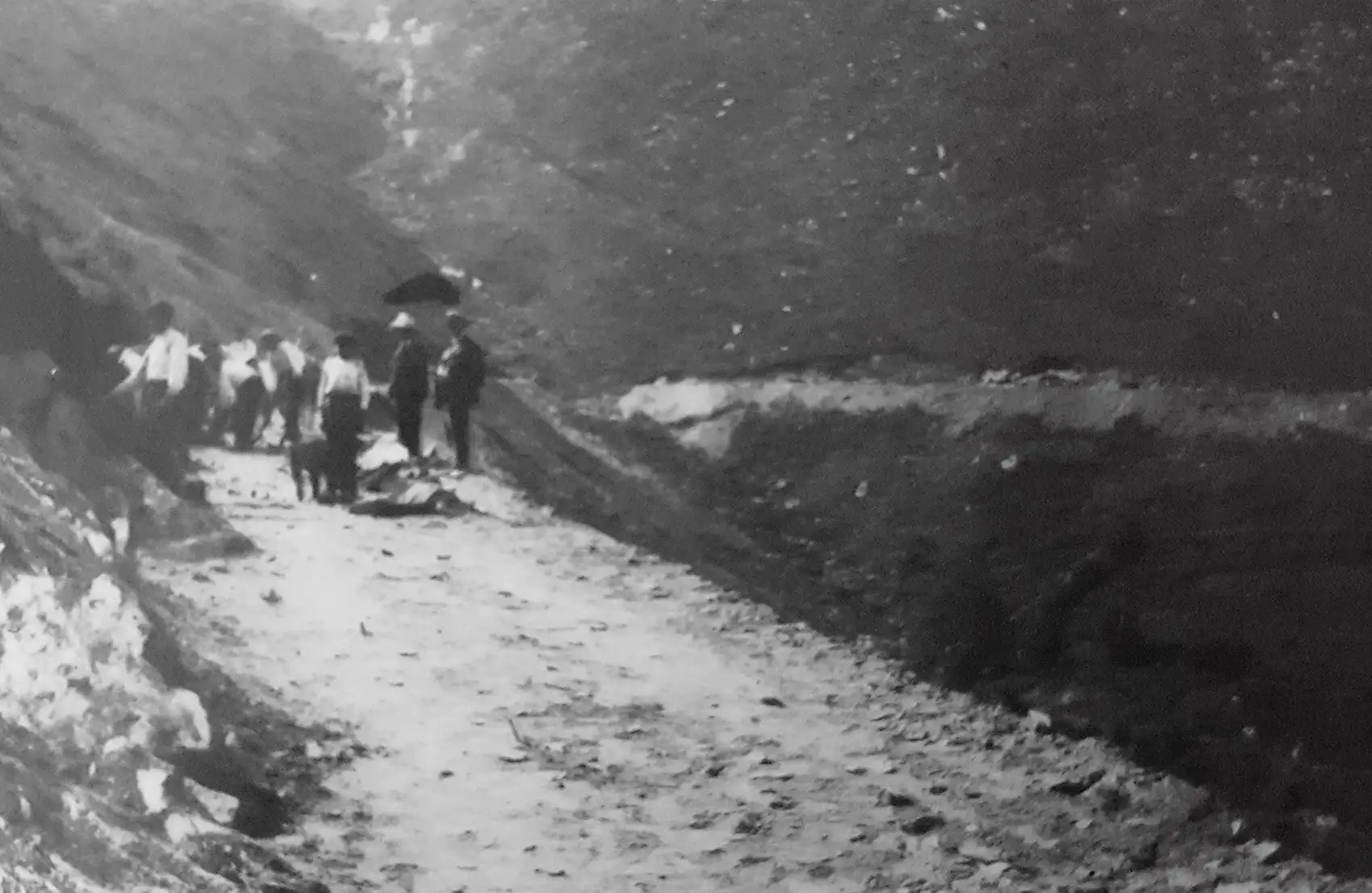
Proceso de construcción de la carretera 1920

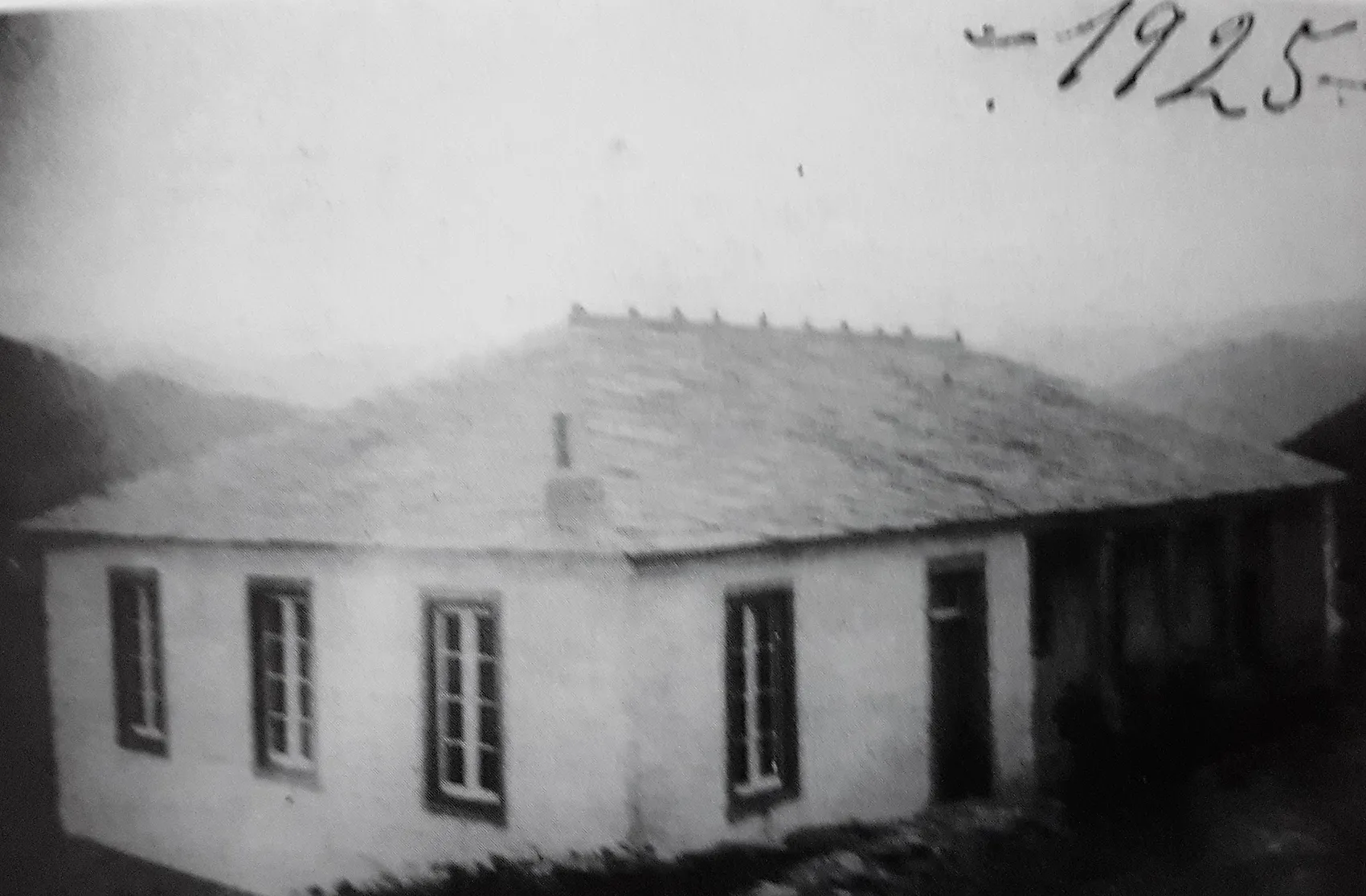
Inauguración de la escuela en 1925

En la Edad Antigua este territorio estaba habitado por el pueblo galaico de los Albiones, y como tal formaba parte de la Gallaecia. Poblaban el margen occidental del río Navia tal y como cita Claudio Ptolomeo en su obra Geographia, que llama al río Navia, Albión. Según este, los albiones eran los habitantes del Castro de Coaña, del castro de Pendia y de los restantes del margen izquierdo del valle inferior del citado río. 

Destacar que se encuentra a 1,5 km a pie del Castro de Pendia y a 17km en coche del Castro de Coaña, formando así parte de la ruta de los castros

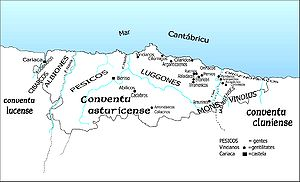
no